# Eparchie Beirut (Syrer)
Die Eparchie Beirut (lat.: Eparchia Berytensis Chaldaeorum) ist eine im Libanon gelegene Eparchie der syrisch-katholischen Kirche mit Sitz in Beirut.
Die Eparchie wurde 1817 gegründet und erhielt 1957 Gebietsabtretungen der aufgelösten Eparchie Gazireh.